# Signature (Joe)
Signature è un album discografico del cantante statunitense Joe, pubblicato nel 2009.

## Tracce
1. Majic – 3:50
2. Sex Girl – 3:26
3. Very Special Friend – 4:43
4. Friends Don't Let Friends – 5:26
5. Worst Case Scenario – 5:01
6. Wanna Be Your Lover – 4:27
7. Miss My Baby – 3:42
8. Come Get to This – 2:53
9. Metaphor – 5:01
10. Love's Greatest Episode – 5:21
11. Sensitive Lover – 4:09
12. Change – 4:02

## Riferimenti
- Scheda di Signature su All Music Guide